# Porečka i Pulska biskupija
Porečka i Pulska biskupija je biskupija u Hrvatskoj, sa sjedištem u Poreču i Puli. Sufraganska je biskupija Riječke nadbiskupije.

## Povijest
Utemeljena je u 3. stoljeću, kao Porečka biskupija, a danas je sjedinjena s povijesnom Pulskom biskupijom, iz 6. st. 
Ujedinjavanje Porečke biskupije i Pulske biskupije zbilo se 9. svibnja 1830., na osnovi bule pape Leona XII. Locum beati Petri od 30. lipnja 1828. godine.
Tom su bulom ukinute Novigradska, Rapska i Osorska biskupija, čiji su dijelovi pripojeni susjednim biskupijama. U trenutku izbijanja Prvoga svjetskog rata na području Markgrofofije Istre prostirale su tri biskupije: Tršćansko-koparska, Porečko-pulska i Krčka biskupija. Prve dvije prostirale su se na poluotoku, a treća na kvarnerskim otocima. Porečko-pulska je u trenutku izbijanja prvog svjetskog rata prostirala se zapadnu obalu Istre od Pule na jugu do rijeke Mirne i Plomina na sjeveru. Obuhvaćala je sedam dekanata (Poreč, Rovinj, Kanfanar, Motovun, Pula, Vodnjan, Labin) sa šezdesetak župa i kapelanija. Djelovalo je 150 svećenika, od čega 142 biskupijska i 8 redovničkih. Katolika je bilo 166.571. Imala je samo jednu mušku redovničku zajednicu, franjevce opservante venecijanske provincije Sv. Franje i više ženskih redovničkih zajednica, u Rovinju, Poreču, Vodnjanu i Balama, a u Puli čak četiri različita ženska samostana.
Kad su nakon 1945. od Tršćanske biskupije odvojeni dijelovi koji su došli pod suverenitet Jugoslavije, osnovana je Pazinska apostolska administratura. Slovenski dio administrature 1951. je godine pripojen Koparskoj biskupiji, a hrvatski dio 1977. Porečkoj biskupiji. Današnje granice utvrđene su 8. siječnja 1978. temeljem bule pape Pavla VI. Primis saeculi od 15. listopada 1977. godine. Granice joj se podudaraju s granicama Istarske županije osim u dijelu sjeverne Ćićarije, gdje župe Dane i Vodice pripadaju Riječkoj nadbiskupiji. Obuhvaća i teritorij povijesnih biskupija u Cissi (Cissanska biskupija, VI–VIII.st.), Pićnu i Novigradu.

## Ustroj
Sjedište joj je u Poreču i u Puli. Biskupija se dijeli na devet dekanata: Buzetski (15 župa), Labinski (16), Pazinski (21), Pićanski (11), Porečki (17), Pulski (18), Rovinjsko-kanfanarski (5), Umaško-oprtaljski (23) i Vodnjanski (8), s ukupno 134 župe.

## Biskupi
Biskupi Poreča i Pule od 1827. bili su:
- Antun Peteani (1827. – 1857.)
- Juraj Dobrila (1857. – 1875.)
- Ivan Nepomuk Glavina (1878. – 1882.)
- Alojzije Marija Zorn (1882. – 1883.)
- Ivan Krstitelj Flapp (1884. – 1912.)
- Trifun Pederzolli (1913. – 1941.)
- Rafael Mario Radossi (1941. – 1947.)

Pazinski apostolski upravitelji bili su:
- Mihael Toroš (1947. – 1949.)
- Dragutin Nežić (1949. – 1960.)

Nakon 1960. porečko-pulski biskupi bili su:
- Dragutin Nežić (1960. – 1984.)
- Antun Bogetić (1984. – 1997.)
- Ivan Milovan (1997. – 2012.)
- Dražen Kutleša (2012. – 2020.)
  - Dražen Kutleša (kao apostolski upravitelj) (2020. – 2023.)
- Ivan Štironja (2023. – danas)

## Poznati svećenici
- Juraj Dobrila, biskup
- Antun Bogetić, biskup i misionar
- Matko Mandić, prezbiter
- Miroslav Bulešić, prezbiter i mučenik

## Vjerske manifestacije
U svibnju se svake godine, počevši od 1997., u Vodnjanu održava Dječji festival duhovne glazbe Iskrice.

## Poznata svetišta
- Eufrazijeva bazilika

## Vanjske poveznice
- Porečka i Pulska biskupija  Arhivirana inačica izvorne stranice od 15. rujna 2016. (Wayback Machine) Popisi biskupa
- Catholic-Hierarchy Poreč i Pula (Diocese) (engleski)